# 城崎號列車

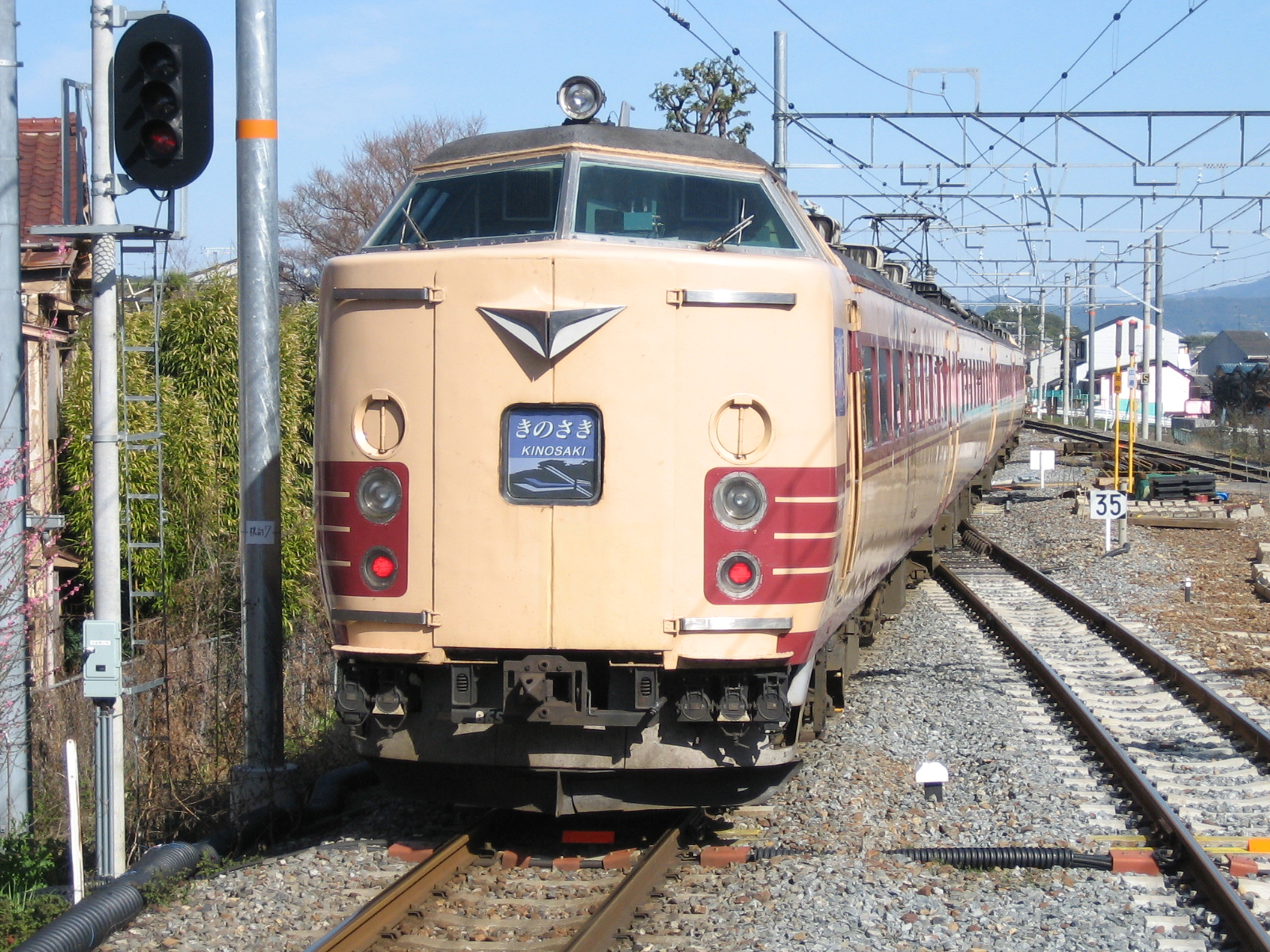
特急城崎號（嵯峨嵐山站）

城崎（日语：きのさき；Kinosaki）是西日本旅客鐵道（JR西日本）於京都站～城崎温泉站間經山陰本線（嵯峨野線）運行的特別急行列車。
代表色為紫色，因為行經的是嵯峨野線。

## 運行概況
運行班數：京都站～城崎温泉站間 下行3班・上行5班（1～6・8・10號）
最高速度：京都站～福知山站間 120km/h；福知山站～城崎温泉站間 95km/h
使用車輛：287系電車・289系電車

### 編成
停車站：京都站 - 二条站 - 龜岡站 - 園部站 - (日吉站) - 綾部站 - 福知山站 - 和田山站 - 八鹿站 - 江原站 - 豐岡站 - 城崎温泉站

### 列車名的由來
（五十音順）
- 「朝潮」（あさしお）・・・抽象的列車名、表達「天橋立的夕陽美景」。
- 「城崎」・・・終著站是城崎站（現:城崎溫泉站）及兵庫縣豐岡市的舊城崎町、同町著名的溫泉地城崎溫泉。
- 「丹後」（たんご）・・・運行地區是令制國（所謂的舊國名）的丹後國。
- 「白兔」（はくと）・・・目的地是鳥取縣東部令制國（所謂的舊國名）的因幡國（いなばのくに）中神話裡「因幡的白兔」。參照白兔 (列車)

- 「丹波」：關於合併前的服務，請參照丹波號列車。